# Малый Сундырь (Чебоксарский район)
Ма́лый Сунды́рь (чув. Станьяль) — деревня в Чебоксарском районе Чувашской Республики. Входит в состав Вурман-Сюктерского сельского поселения.

## География
Деревня находится в 26 км от Чебоксар и железнодорожной станции, в 28 км от районного центра — посёлка Кугеси, у автомагистрали М7 «Волга».

### Административно-территориальная принадлежность
До 1920 года — в составе Сюндырской волости Козьмодемьянского уезда, до 1 октября 1927 года — в Чебоксарском уезде, до 1935 года — в Чебоксарском районе, до 1959 года — в составе Ишлейского района, до 1962 года — в составе Сундырского района, до 1964 года — вновь в составе Чебоксарского района, до 1965 года — в составе Моргаушского района,  после (с 1965 года) — вновь в Чебоксарском районе.

## История
Деревня возникла в XIX веке как околоток деревни Сундырская (ныне в составе деревни Ядринкасы). 

По преданиям, дер. Малый Сундырь (точнее, Сюндырь) образовалась лет 150—180 тому назад на Берёзовой (Владимирской) дороге, на которой через каждые 25—30 километров располагались почтовые (ямские) станы. В поле Касама́т, рядом с лесом, был расположен такой стан. На нём, кроме ямщиков, пребывала группа казаков в специальном дворе с тюрьмой (это и был полуэтап). Казаки участвовали в сопровождении колонн арестантов, конвоируемых в Сибирь, и боролись с разбойниками на дороге. И сейчас в Малом Сундыре показывают место Касак хапхи (Казачьи ворота, то есть ворота казачьего двора). К этому стану из чувашей первым подселился богатей Гаврил (из какой деревни он был, предание не указывает; возможно, он был из дер. Поликейкино или Помекейкино, ныне не существующей). К Гаврилу подселились другие чуваши. Образовалась улица Гаврилейки. Последующие переселенцы сселились рядом со станом и положили начало улице Станейки. Эти две улицы разделял овраг. От стана в сторону Ишак, на месте, где раньше стоял казачий двор, появилась улица Салтаккасси. В эту новую деревню переселились, разумеется, крестьяне из селений Малоишлейского земельного общества (Питикасы, Тозаккасы, Кибечкасы, Адылъял, Ядринкасы, Салабайкасы и др.).— Чувашские исторические предания:146
На карте межевания Козьмодемьянского уезда Казанской губернии 1792 года показаны выселок Помекейкинъ (на месте нынешней улицы Становая), деревня Ядринъ-касы (на месте остальной части нынешней деревни Малый Сундырь, за исключением улицы Становая) и деревня Сундырская (на месте нынешней деревни Ядринкасы). Таким образом, уже в конце XVIII века все основные населённые пункты округи существовали. Выселок Помекейкин (ул. Становая) следует рассматривать как околоток остальной деревни.
В книге «Список населённых мест Казанской губернии» 1859 г. указаны следующие населённые пункты: деревня Сундырская (Старый Сундырь, Ирилей) — 27 дворов, расстояние до уездного города — 47,5 вёрст; околодок Ядринъ-касы — 72 двора, расстояние до уездного города — 51,5 вёрст; околодок Помекѣйкинъ Сундырь (Станъ-ялъ) — 7 дворов, расстояние до уездного города — 47,5 вёрст, почтовая станцiя, полуэтапъ. Таким образом, деревня Ядринъ-касы была крупнее Сундырской и располагалась дальше от уездного города Козьмодемьянска, чем Сундырская и Помекейкин. Можно предположить, что на карте 1792 года перепутаны названия двух деревень: Ядринъ-касы и Сундырская.
На "Почтовой карте европейской России" 1871 года почтовая станция обозначена как «Старый Сундырь», что подтверждает, что выселок Помекейкин, являвшийся собственно почтовой станцией, следует рассматривать как часть деревни Старый Сундырь, она же Сундырская, ныне Малый Сундырь.
Жители — до 1866 года государственные крестьяне; занимались земледелием, животноводством, кулеткачеством, обслуживанием дороги Козьмодемьянск—Чебоксары — части Владимирской дороги. В 1931 году образован колхоз «XI лет Чувашии».

## Население
| 2010 | 2012 |
| ---- | ---- |
| 350  | ↘324 |

По данным Всероссийской переписи населения 2002 года в деревне проживали 326 человек, преобладающая национальность — чуваши (98%)

## Инфраструктура
Функционирует СХПК «Атăл» (по состоянию на 2010 год). Имеются школа, библиотека, спортплощадка, 3 магазина. 

Улицы: Берёзовая, Магистральная, Мира, Новая, Песочная, Садовая, Сиреневая, Солнечная, Сосновая, Становая, Тенистая, Тополиная, Яблоневая. 

Переулки: Виноградный, Вишнёвый, Рябиновый, Сиреневый, Средний, Становой, Ягодный. 

## Памятники и памятные места
- Памятник воинам, погибшим в Великой Отечественной войне 1941—1945 годов (ул. Становая)[8].

## Уроженцы
- Станьял, Виталий Петрович (настоящая фамилия — Никитин) (род. 1940, Малый Сундырь, Чебоксарский район) — литературовед, поэт, публицист, общественный деятель, краевед, член Союза журналистов СССР (1968). Один из организаторов Союза чувашских краеведов (1991), Чувашского национального конгресса (1992).
- Хведи Чуваш[чуваш.] (ок. 1810, д. Станъялы, Чебоксарский уезд — неизвестно) — импровизатор и исполнитель народных песен. Песни и такмаки-импровизации Хведи Чуваша записали и перевели на русский язык Д. П. Ознобишин (1833) и А. А. Фукс (1834)[9].